# Weltmeisterschaften im Gewichtheben 1958
Die 34. Weltmeisterschaften im Gewichtheben fanden vom 16. bis zum 21. September 1958 in der schwedischen Stadt Stockholm statt. An den von der International Weightlifting Federation (IWF) im Dreikampf (beidarmiges Drücken, Reißen und Stoßen) ausgetragenen Wettkämpfen nahmen 96 Gewichtheber aus 27 Nationen teil.

## Medaillengewinner
| Disziplin           | Gold             | Silber             | Bronze               |
| ------------------- | ---------------- | ------------------ | -------------------- |
| Bantamgewicht       | Wladimir Stogow  | Charles Vinci      | Ali Safa Sounboli    |
| Federgewicht        | Isaac Berger     | Jewgeni Minajew    | Sebastiano Mannironi |
| Leichtgewicht       | Wiktor Buschujew | Luciano de Genova  | Henrik Tamraz        |
| Mittelgewicht       | Tamio Kono       | Fjodor Bogdanowski | Marcel Paterni       |
| Leichtschwergewicht | Trofim Lomakin   | James George       | Ireneusz Palinski    |
| Mittelschwergewicht | Arkadi Worobjew  | Dave Sheppard      | Iwan Wesselinow      |
| Superschwergewicht  | Alexei Medwedew  | Dave Ashman        | Firouz Pojhan        |

## Medaillenspiegel
Die Platzierungen im Medaillenspiegel sind nach der Anzahl der gewonnenen Goldmedaillen sortiert, gefolgt von der Anzahl der Silber- und Bronzemedaillen (lexikographische Ordnung). Weisen zwei oder mehr Nationen eine identische Medaillenbilanz auf, werden sie alphabetisch geordnet auf dem gleichen Rang geführt.
| Rang | Nation             | Gold | Silber | Bronze | Gesamt |
| ---- | ------------------ | ---- | ------ | ------ | ------ |
| 1.   | Sowjetunion        | 5    | 2      | 0      | 7      |
| 2.   | Vereinigte Staaten | 2    | 4      | 0      | 6      |
| 3.   | Italien            | 0    | 1      | 1      | 2      |
| 4.   | Iran               | 0    | 0      | 3      | 3      |
| 5.   | Bulgarien          | 0    | 0      | 1      | 1      |
| 5.   | Frankreich         | 0    | 0      | 1      | 1      |
| 5.   | Polen              | 0    | 0      | 1      | 1      |